# 福克斯 (紐約州)
福克斯（英語：Forks）是位於美國紐約州伊利縣的非建制地區。

## 歷史
福克斯的郵局於1894年設立，其後於1930年停運。

## 地理
福克斯所處的海拔為高於海平面198米（即650英呎），而該地所採用的時區為UTC-5，即北美东部时区（EST）。同時該地設有夏令時間，為UTC-5調快一小時，即UTC-4（EDT）。